# Пауль Бенке
Пауль Лео Густав Бенке (нім. Paul Leo Gustav Behncke; 13 серпня 1866 — 4 січня 1934) — німецький військово-морський діяч, адмірал рейхсмаріне. Кавалер ордена Pour le Mérite.

## Біографія
Вступив в імперський Військово-морський флот 16 квітня 1883 року і після проходження навчання на навчальному кораблі Niobe 13 квітня 1886 року почав дійсну службу на броненосному фрегаті Eiisabeth. Протягом двох років Бенке командував канонерським човном Wolf, який входив до складу Східноазіатської ескадри.
Після повернення до Німеччини Бенке був призначений вахтовим офіцером на малий крейсер Prinz Wilhelm, де залишався до 24 березня 1892 року. Потім він недовго служив 1-м вахтовим офіцером на мінних крейсерах Brummer і Bremse, а 4 жовтня 1892 року був призначений командиром броненосного фрегата Deutscbland. З 1 листопада 1894 року служив ад'ютантом 2-й загороджувальної дивізії, а потім був переведений в командування ВМФ. З жовтня 1897 по червень 1899 року навчався в Морський академії, після чого зайняв посаду штурмана на броненосці берегової оборони Heimdall. Потім він служив артилерійським офіцером на броненосці Bayern і лінійному кораблі Kaiser Wilhelm ll, після чого служив у Військовому відділі Імперського морського управління (RMA), одночасно з 31 жовтня 1903 по 3 листопад 1905 року командував малим крейсером Falke. 2 вересня 1908 року очолив Військовий відділ RMA. 19 вересня 1909 року призначений командиром лінійного корабля Wettin, а 15 вересня 1910 року — Westfalen. 1 жовтня 1911 року обійняв посаду начальника відділу Адмірал-штабу.

### Перша світова війна
Після початку Першої світової війни Бенке був підвищений до заступника начальника Адмірал-штабу, а 24 січня 1916 року прийняв командування 3-й ескадрою Флоту відкритого моря, до складу якої входили сучасні лінійні кораблі Konig (флагман), Grosser Kurfürst, Markgraf і Kronprinz. На чолі ескадри брав участь в Ютландському бою, причому 3 його кораблі — Konig, Grosser Kurfürst і Markgraf — отримали важкі ушкодження. Бенке командував ескадрою до 11 серпня 1918 року.
28 серпня 1918 йому було доручено виконувати обов'язки статс-секретаря Імперського морського управління, 18 вересня він був затверджений на посаді. 28 вересня Бенке був переведений в розпорядження командувача Флотом відкритого моря. Йому так і не вдалося приступити до виконання обов'язків начальника військово-морської станції «Нордзе» і 12 лютого 1919 року Бенке вийшов у відставку. Після цього, вже будучи цивільною особою, він до листопада 1919 року був німецьким представником у військовій комісії з роззброєння Аландських островів.

### Післявоєнна доля
1 вересня 1920 року Бенці повернувся на дійсну службу, щоб зайняти пост глави Адміралтейства, яке 14 вересня 1920 року було перетворено в Морське керівництво. Наступного дня Бенке був офіційно затверджений його начальником. На цій посаді Бенке вжив заходів щодо консолідації і відновленню дисципліни на ВМФ. При ньому була розроблена і прийнята перша після війни програма будівництва нових військових кораблів. 25 вересня 1924 року Бенке був відсторонений від виконання обов'язків начальника Морського керівництва, а 30 вересня офіційно звільнений у відставку.
Після приходу до влади нацистів, 4 жовтня 1933 року Бенке зайняв почесну посаду президента Німецько-японського товариства.

## Звання
- Кадет (16 квітня 1883)
- Унтерлейтенант-цур-зее (17 квітня 1886)
- Лейтенант-цур-зее (18 лютого 1890)
- Капітан-лейтенант (13 квітня 1896)
- Корветтен-капітан (15 липня 1902)
- Фрегаттен-капітан (9 березня 1907)
- Капітан-цур-зее (12 вересня 1908)
- Контрадмірал (14 липня 1914)
- Віцеадмірал (25 листопада 1916)
- Адмірал (20 грудня 1920)

## Нагороди
- Столітня медаль
- Орден Червоного орла
  - 4-го класу
  - 3-го класу з бантом і короною
  - 2-го класу з дубовим листям і мечами
- Медаль «За кампанію в Південно-Західній Африці»
- Орден Корони (Пруссія) 3-го і 2-го класу
- Хрест «За вислугу років» (Пруссія) (1908)
- Залізний хрест 2-го і 1-го класу
- Орден «За заслуги» (Баварія) 2-го класу з мечами
- Ганзейський Хрест (Любек)
- Військовий Хрест Фрідріха-Августа (Ольденбург) 2-го і 1-го класу
- Хрест «За військові заслуги» (Австро-Угорщина) 3-го класу з військовою відзнакою
- Орден Альберта (Саксонія), лицарський хрест 2-го класу з мечами
- Орден Залізної Корони 2-го класу з військовою відзнакою (Австро-Угорщина; 1916)
- Pour le Mérite (31 жовтня 1917)
- Морський нагрудний знак «За поранення» в чорному
- Орден Меча, великий хрест (Швеція; 1924)
- Почесний хрест ветерана війни з мечами
- Німецький Олімпійський знак 2-го класу (15 січня 1937, посмертно)